# Вишенеры
Вишене́ры (чув. Вишенер) — деревня в Красночетайском районе Чувашской Республики. Входит в состав Питеркинского сельского поселения.

## География
Находится в северо-западной части Чувашии на расстоянии приблизительно 5 км на юго-запад от границы районного центра села Красные Четаи.

## История
Известна с 1884 года как выселок села Красные Четаи, когда здесь был 41 житель. В 1897 году было учтено 12 дворов и 66 жителей, в 1926 — 42 двора и 166 жителей, в 1939—190 жителей, в 1979—183. В 2002 году было 46 дворов, в 2010 — 21 домохозяйство. В 1931 году был образован колхоз «Ударник».

## Население
Постоянное население составляло 55 человек (чуваши 100 %) в 2002 году, 36 в 2010.